# Station Saint-Béron-La Bridoire
Station Saint-Béron-La Bridoire is een spoorwegstation in de Franse gemeente Saint-Béron.